# Zoo di Gauhati
Lo zoo di Gauhati o zoo di Guwahati (Assam State Zoo cum zoological garden) è un giardino zoologico situato a Gauhati, nell'Assam, in India. Su una superficie di 175 ha, questo zoo fondato nel 1957 ospita numerose specie tra cui il rinoceronte indiano, il leopardo nebuloso, l'entello dorato e l'orso nero asiatico.